# アレクサンドル・エプレアヌ
アレクサンドル・エプレアヌ（Alexandru Epureanu、1986年9月27日 - ）は、モルドバ・キシナウ出身の元同国代表サッカー選手。現役時代のポジションはディフェンダー（センターバック）、または守備的ミッドフィールダー。

## 経歴

### クラブ
16歳から母国のFCジンブル・キシナウ、FCシェリフ・ティラスポリといったクラブでキャリアを積み、リーグ優勝を3回、カップ優勝を2回経験した。2005-06UEFAチャンピオンズリーグ予選ではマルタのスリマ・ワンダラーズFC戦で2得点をあげている。
2007年からロシアへ渡り、FKモスクワに入団。2010年よりFCディナモ・モスクワに所属。ロシアでの活躍により、2007年から2009年まで3年連続でモルドバ最優秀選手に輝いたが、2011/12シーズンでは主力選手の陰に隠れ14試合の出場に留まった。2012年7月14日、クリリヤ・ソヴェトフ・サマーラに半年間のレンタル移籍をした。
2014年7月2日、イスタンブール・バシャクシェヒルFKに移籍した。
2023年1月、ウムラニエスポルに移籍した。
2024年3月25日、現役引退を表明した。

### 代表
モルドバ代表には2006年から招集され、2010FIFAワールドカップ予選ではグループリーグ9試合に出場した。2010年に行われた親善試合では主将を務めている。

## 個人成績
2010年12月12日現在
| シーズン | クラブ                   | No.    | リーグ                     | リーグ | リーグ | UEFA主催 | UEFA主催 | 期間通算 | 期間通算 |
| シーズン | クラブ                   | No.    | リーグ                     | 出場   | 得点   | 出場     | 得点     | 出場     | 得点     |
| -------- | ------------------------ | ------ | -------------------------- | ------ | ------ | -------- | -------- | -------- | -------- |
| 2002-03  | FCジンブル・キシナウ     | 19     | ディヴィジア・ナツィオナラ | 5      | 0      | -        | -        | 5        | 0        |
| 2003-04  | FCジンブル・キシナウ     | 19     | ディヴィジア・ナツィオナラ | 24     | 2      | 2        | 0        | 26       | 2        |
| 2004–05  | FCシェリフ・ティラスポリ | 19     | ディヴィジア・ナツィオナラ | 22     | 0      | -        | -        | 22       | 0        |
| 2005-06  | FCシェリフ・ティラスポリ | 19     | ディヴィジア・ナツィオナラ | 27     | 2      | 4        | 2        | 31       | 4        |
| 2006-07  | FCシェリフ・ティラスポリ | 19     | ディヴィジア・ナツィオナラ | 17     | 1      | 4        | 0        | 21       | 1        |
| 2007     | FCモスクワ               | 15     | ロシア・プレミアリーグ     | 23     | 0      | -        | -        | 23       | 0        |
| 2008     | FCモスクワ               | 15     | ロシア・プレミアリーグ     | 24     | 1      | 3        | 0        | 27       | 1        |
| 2009     | FCモスクワ               | 15     | ロシア・プレミアリーグ     | 25     | 2      | -        | -        | 25       | 2        |
| 2010     | FCディナモ・モスクワ     | 5      | ロシア・プレミアリーグ     | 23     | 2      | -        | -        | 23       | 2        |
| 総通算   | 総通算                   | 総通算 | 総通算                     | 190    | 10     | 13       | 2        | 203      | 12       |